# 成美学園高等學校
成美学園高等學校（せいびがくえんこうとうがっこう）は、千葉県勝浦市松部にある、株式会社立高等学校。

## 特色
本校は勝浦市が設置認可する教育特区全日型通信制高等学校である。

### 設置企業
- 株式会社成美学園

### 設置学科
- 広域通信制課程

## 所在地
- 本校　〒299-5241 千葉県勝浦市松部1000-1
- 法人本部  〒260-0842　千葉県千葉市中央区南町3丁目2-1

## 沿革
- 2024年（令和6年）4月 - 開校